# Puerto Almacén
Puerto Almacén es una localidad en las tierras bajas amazónicas de Bolivia. Es la quinta localidad más grande del municipio de Trinidad, en la provincia de Cercado del departamento del Beni. La localidad está a una altitud de 156 m s. n. m. en el margen este del río Ibare, que desemboca 44 km aguas abajo en el río Mamoré.

## Geografía
Puerto Almacén tiene un clima tropical cálido y húmedo durante todo el año.
La temperatura media anual es de 26,2 °C, con temperaturas medias mensuales entre junio y julio de unos 23 °C y octubre/diciembre desde casi 28 °C difieren solo ligeramente. La precipitación anual es de casi 2000 mm y, por lo tanto, es más del doble de la precipitación en Europa Central. En los meses de diciembre a febrero hay máximos de alrededor de 300 mm mientras que en julio/agosto hay valores bajos de alrededor de 50 mm.

## Demografía
La población de Puerto Almacén ha aumentado ligeramente en las últimas dos décadas:
| Año  | Habitantes | Fuente |
| ---- | ---------- | ------ |
| 2001 | 329        | Censo  |
| 2012 | 463        | censo  |

## Transporte
Puerto Almacén se encuentra a nueve kilómetros por carretera al oeste de la ciudad de Trinidad, la capital departamental.
Trinidad es la intersección de las carreteras nacionales Ruta 3 y Ruta 9. La Ruta 9 cruza toda la llanura boliviana de norte a sur y conduce desde Trinidad hasta la ciudad de Santa Cruz de la Sierra 477 km al sur y hasta la frontera con Argentina. La Ruta 3 comienza en Trinidad y se dirige hacia el oeste a través de Puerto Almacén hasta Puerto Barador, luego cruza el río Mamoré y se dirige hacia el altiplano boliviano hasta La Paz, sede de gobierno del país.